# Geotrechus vulcanus
Geotrechus vulcanus is een keversoort uit de familie van de loopkevers (Carabidae). De wetenschappelijke naam van de soort is voor het eerst geldig gepubliceerd in 1904 door Abeille de Perrin.